# Aso (Schiff)
Die Aso war ein Panzerkreuzer der Kaiserlich Japanischen Marine und Typschiff der Bajan-Klasse. Der Kreuzer wurde ursprünglich als Bajan (russisch Баян, was „Barde“ bedeutet) in La Seyne-sur-Mer bei Toulon, Frankreich, von der Werft Forges et Chantiers de la Méditerranée (FCM) für die  Kaiserlich Russische Marine zur Verstärkung des russischen Pazifikgeschwaders gebaut und im Dezember 1904 durch japanische Landartillerie in Port Arthur versenkt.
Die Japaner hoben und reparierten das Schiff und brachten es 1908 als Aso (japanisch 阿蘇) wieder in Fahrt. 1931 wurde die Aso gestrichen und 1932 als Zielschiff versenkt.

## Baugeschichte

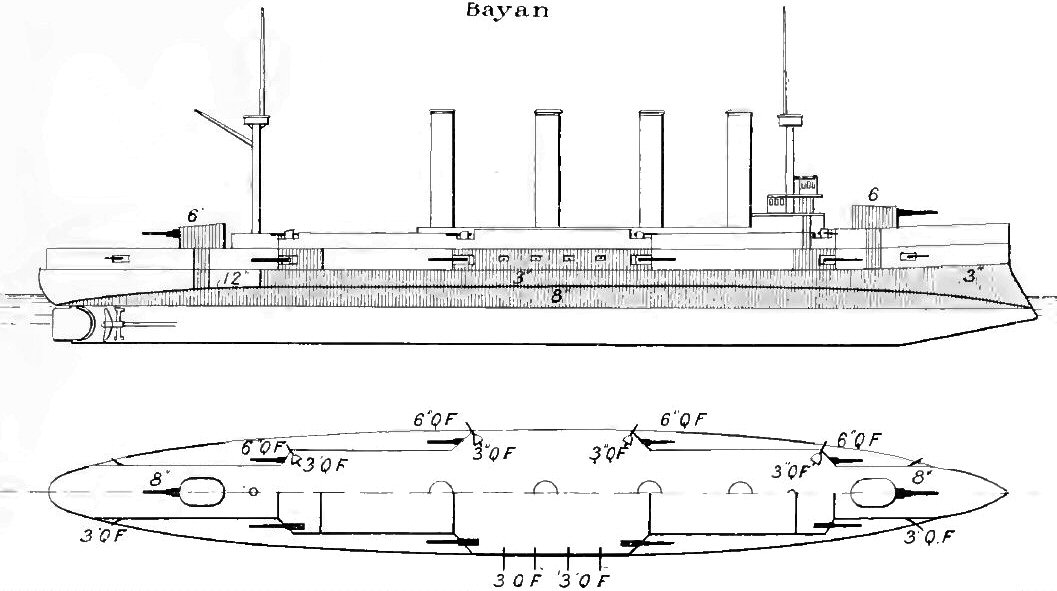
Bajan in Brassey’s 1902

Die Bajan-Klasse wurde von dem russischen MTK (Morskoj Technitscheskii Komitet) im Rahmen des Bauprogramms zur Verstärkung des pazifischen Geschwaders entwickelt. Sie war die russische Antwort auf die japanischen Panzerkreuzer der Asama-Klasse. 1897 wurde von einem Admiralskollegium, dem unter anderen Vizeadmiral Stepan Ossipowitsch Makarow angehörte, das Kreuzerprojekt genehmigt, das folgende Daten festlegte: eine Beschränkung der Verdrängung auf 6.700 bis 7.000 Tonnen, 21 Knoten Geschwindigkeit, eine Reichweite von 7.200 km bei 10 Knoten, zwei Schrauben, Verwendung von Belleville-Kesseln, eine Bewaffnung von 2 × 20,3-cm-Geschützen, ergänzt durch 8 × 15,2-cm- und 20 × 7,5-cm-Geschütze.
Die Bauausführung des Typschiffes wurde zusammen mit dem Auftrag zum Linienschiff Zessarewitsch nach Frankreich vergeben. Beim Stapellauf im Mai 1900 war man mit der Bauausführung etwa fünf Monate verspätet, da die Zulieferung der Teile verspätet erfolgte. Das Schiff erhielt eine zum damaligen Zeitpunkt eigentlich schon veraltete Panzerung aus Harvey-Stahl. Getauft wurde das Schiff von der russischen Großfürstin Anastasia Nikolajewna. Im Oktober 1902 fanden umfassende Tests des Schiffes statt. Die geforderte Geschwindigkeit wurde beim 24-Stunden-Test mit 20,97 kn knapp nicht erreicht. Im Frühjahr 1903 erfolgte die Überführung der Bajan nach Kronstadt.

## Einsatz in der russischen Flotte
Die Bajan war eines der modernsten Schiffe des Pazifischen Geschwaders der Kaiserlich-Russischen Marine und wurde in Port Arthur stationiert.

### Überführung in den Fernen Osten
Am 7. August 1903 verließ die Bajan nach einer Besichtigung durch Zar Nikolaus II. mit dem Linienschiff Osljabja Kronstadt Richtung Ostasien. Die beiden Schiffe trennten sich schon nach der Querung der Ostsee. Die Osljabja hatte bei Gibraltar einen Unfall und erreichte Ostasien nicht vor dem Kriegsausbruch. Die Bajan wartete im Mittelmeer auf die etwas später in Marsch gesetzte Zessarewitsch, mit der sie ab dem 25. September die Ausreise fortsetzte. Am 27. September erreichte der Verband Port Said und über Sues am 30. September den Hafen von Dschibuti. Am 8. Oktober erreichten sie Colombo und am 21. Oktober Sabang. Am 7. November starteten sie aus Singapur zur letzten Etappe nach Port Arthur. Am 19. November 1903 trat die Zessarewitsch erstmals in Funkkontakt mit dem Flaggschiff des pazifischen Geschwaders Petropawlowsk. Am 30. November 1903 erreichten Bajan und Zessarewitsch ihren neuen Heimathafen. Sie führten Übungen mit den anderen Schiffen des Geschwaders durch und erhielten den neuen olivgrünen Anstrich des Geschwaders.

### Kriegseinsatz
Beim Ausbruch des Russisch-Japanischen Krieges befand sich die Bajan mit der Mehrzahl der Schiffe des pazifischen Geschwaders im Kriegshafen von Port Arthur, auf den die Japaner in der Nacht des 8. Februar 1904 einen Überraschungsangriff mit Torpedobooten durchführten und den sie am Morgen des 9. dann mit ihren Linienschiffen beschossen. Obwohl die Bajan am Vorabend mit dem Kreuzer Bojarin von einer Patrouillenfahrt eingelaufen war und an einem abgelegenen Ankerplatz lag, erhielt sie mit neun die meisten Treffer, allerdings nur zwei wirklich schwere.
Am 10. März war die wieder in Stand gesetzte Bajan als zweites Schiff am Einsatz zur Rettung zweier von japanischen Kreuzern und Zerstörern angegriffenen Torpedoboote der Sokol-Klasse beteiligt, als der gerade eingetroffene Geschwaderchef Makarow auf der Nowik als einzigem sofort einsatzbereitem Schiff auslief, um der sinkenden Stereguschy Hilfe zu leisten, deren Abschleppen durch die Japaner verhinderte, die Reschitelnyi rettete und die Moral des Geschwaders stärkte. Mit der Nowik und der Askold war sie dann häufig vor dem Stützpunkt im Einsatz.
Am 13. April 1904 stieß der Geschwaderchef Makarow mit den Linienschiffen Petropawlowsk, Poltawa, Sewastopol, Pobeda und Pereswet sowie den Kreuzern Bajan, Askold, Diana und Nowik in das Gelbe Meer vor. Vor der wartenden japanischen Flotte drehte Makarow ab, um die Angreifer vor die Küstenbatterien von Port Arthur zu führen. Diese Gebiete waren von den Japanern jedoch kurz zuvor vermint worden. Um 09:43 Uhr lief die Petropawlowsk zwei Kilometer vor dem Hafen auf drei Minen, explodierte und sank innerhalb von zwei Minuten. Neben dem Admiral starben 635 Offiziere und Mannschaften. Die Bajan rettete Überlebende. Um 10:15 Uhr wurde dann noch die Pobeda durch eine Mine beschädigt.
Die Bajan nahm am 23. Juni und 24. Juli 1904 als Flaggschiff des Kreuzerbefehlshabers, Konteradmiral Reitzenstein, an weiteren Flottenvorstößen teil. Beim Rückmarsch von letzterem lief die Bajan auf eine Mine, erreichte aber Port Arthur. Sie befand sich noch in der Reparatur, als das Geschwader am 10. August 1904 unter Konteradmiral Withöft versuchte, die japanische Blockade Richtung Wladiwostok zu durchbrechen, was zur Niederlage in der Seeschlacht im Gelben Meer führte, in der Withöft auf der Zessarewitsch fiel.
Der Kommandant der Bajan, Robert Reinhold von Wirén (1856–1917), wurde Befehlshaber der zum Teil nach Port Arthur zurückgekehrten Schiffe. Er machte keine Anstalten, erneut mit diesen auszulaufen. Er wollte sie bis zur Ankunft des Zweiten Pazifischen Geschwaders erhalten. Um der Belagerung standzuhalten, gab er viele Geschütze der Schiffe an die Landtruppen ab und erlaubte den Einsatz der Seeleute als Infanterie.

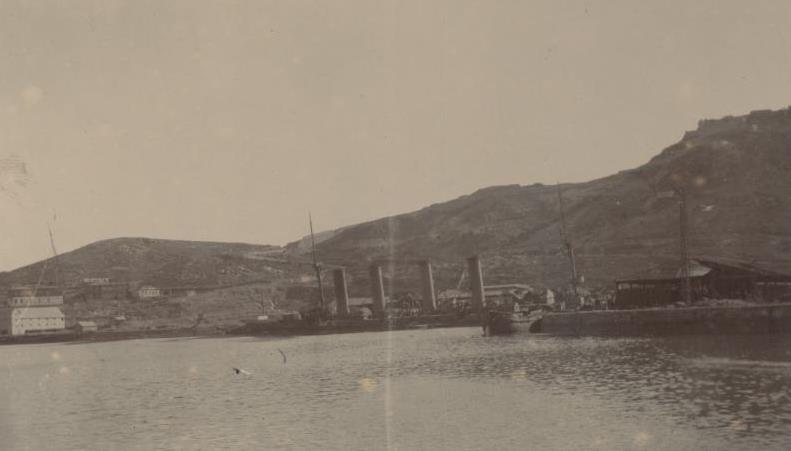
Bajan auf Grund liegend in Port Arthur

Die japanische Armee schloss Port Arthur immer enger ein. Im November 1904 brachten die Japaner achtzehn 28,0-cm-Belagerungsgeschütze mit einer Reichweite von 11.200 Metern in Stellung, um die russischen Schiffe im Hafen auszuschalten. Ende Dezember wurden die Schiffe des Ersten Pazifischen Geschwaders, die noch nicht versenkt waren, von ihren Besatzungen versenkt, um nicht in die Hände des Gegners zu fallen. Meist wurden Sprengköpfe der Torpedos in der Nähe der Rümpfe zur Explosion gebracht. Die seit dem 23. November auf Grund liegende Bajan hatte mit zwölf Treffern mehr als jedes Schiff des Geschwaders erhalten. Von den sieben Treffern an Deck hatten fünf dieses durchschlagen, fünf weitere Treffer waren seitlich im Rumpf eingeschlagen.
Nach dem Ende des Krieges wurde das Wrack der Bajan von den Japanern gehoben und nach Maizuru, Japan, geschleppt. Nach der Reparatur kam der Panzerkreuzer unter dem Namen Aso (benannt nach einem Vulkan auf Kyūshū) in den Dienst der Kaiserlich Japanischen Marine.

## In japanischem Dienst
Am 22. August 1905 wurde die ehemalige Bajan als Kreuzer Zweiter Klasse Aso in die japanische Flotte aufgenommen. In Dienst kam sie allerdings erst nach der Vollendung der Reparatur am 30. November 1908 und sie wurde an der chinesischen Küste eingesetzt. 1909 machte sie als Schulschiff mit der 36. Klasse der japanischen Marineakademie zusammen mit der Soya (ex Warjag) vom 14. März bis zum 7. August eine Langstreckenreise über Hawaii nach den Vereinigten Staaten. 1910 folgte vom 1. Februar bis zum 3. Juli eine ähnliche Trainingsreise über die Philippinen nach Australien. Eine weitere Ausbildungsreise mit der 39. Klasse in dasselbe Gebiet führten die Aso und die Soya vom 25. November 1911 bis zum 28. März 1912 durch. Die folgende Jubiläumsreise mit der 40. Klasse begann am 5. Dezember 1912 und endete am 21. April 1913. Begleiterin auf dieser Reise war der ebenfalls in Frankreich gebaute Panzerkreuzer Azuma.
Von 1911 bis 1915 war die Aso in Yokosuka stationiert und überwachte die Heimatgewässer. Nur gelegentlich machte sie nach dem Kriegsausbruch Patrouillenfahrten auf der Suche nach deutschen Schiffen weiter nach Süden. Vom 20. April bis zum 23. August 1915 führte sie mit der Soya letztmals eine Ausbildungsreise für die 42. Klasse durch und besuchte das inzwischen von den Australiern besetzte Rabaul und Fremantle an der australischen Westküste.
Am 1. April 1920 wurde die Aso zum Minenleger umklassifiziert. Sie sollte 512 Minen auf ihren Decks transportieren. Ab dem 28. August 1922 bis zum 9. September 1922 kam sie aber als Wachschiff und Truppentransporter während der sibirischen Intervention zum Einsatz. Nach dem Großen Kantō-Erdbeben am 1. September 1923 wurde die Aso als Hilfsschiff für den Transport von Hilfsgütern und Flüchtlingen eingesetzt.
Am 1. April 1931 wurde die Aso von der Liste der aktiven Kriegsschiffe gestrichen und am 4. August 1932 als Zielschiff vor der Insel Izu-Ōshima nach Beschuss durch moderne Schwere Kreuzer, Torpedoziel für U-Boote und Ziel von aus Yokosuka eingesetzten Sturzkampfbombern versenkt.

## Die Schwesterschiffe derBajan-Klasse
Nachdem das Typschiff im Russisch-Japanischen Krieg in Port Arthur versenkt worden war, baute man den Schiffsentwurf nur leicht modifiziert weiter. Die ab 1905 gebauten Schwesterschiffe wurden mit dem moderneren KC-Stahl (Krupp cementiert) gepanzert, wodurch sich die Panzerstärken aufgrund der höheren Widerstandsstärke um etwa 20 % verringerten. Zugleich wurde jedoch der Panzergürtel weiter ausgedehnt, so dass das Deplacement in etwa gleich blieb. Der Bauvertrag für das erste Schiff – Admiral Makarow – ging wieder an die französische Werft Forges et Chantiers de la Méditerranée in La Seyne-sur-Mer bei Toulon. Die beiden letzten Schiffe, Pallada und Bajan, wurden auf der Neuen Admiralitätswerft in Sankt Petersburg gebaut.
- Admiral Makarow: Kiellegung am 22. März 1905 bei CFM, La Seyne, Frankreich; Stapellauf am 26. April 1906, in Dienst am 29. März 1908, Flaggschiff der 1. Kreuzerbrigade der Baltischen Flotte; 1922 in Deutschland abgewrackt
- Pallada: Kiellegung im August 1905 auf Neuer Admiralitätswerft Sankt Petersburg; Stapellauf am 10. November 1906; in Dienst am 21. Februar 1911; am 11. Oktober 1914 durch deutsches U-Boot U 26 in der Ostsee mit gesamter Besatzung versenkt
- Bajan: Kiellegung am 22. August 1905 auf Neuer Admiralitätswerft Sankt Petersburg; Stapellauf am 2. August 1907; in Dienst am 30. November 1911; 1922 in Stettin abgewrackt